# Passa Quatro (ort)
Passa Quatro är en ort i Brasilien.   Den ligger i kommunen Passa Quatro och delstaten Minas Gerais, i den sydöstra delen av landet, 800 km söder om huvudstaden Brasília. Passa Quatro ligger 924 meter över havet och antalet invånare är 12 765.
Terrängen runt Passa Quatro är kuperad åt nordväst, men åt sydost är den bergig. Passa Quatro ligger nere i en dal. Passa Quatro är det största samhället i trakten.
Omgivningarna runt Passa Quatro är huvudsakligen savann. Runt Passa Quatro är det ganska tätbefolkat, med 65 invånare per kvadratkilometer.